# Комершал Појнт (Охајо)
Комершал Појнт (енгл. Commercial Point) град је у америчкој савезној држави Охајо.

## Демографија
По попису из 2010. године број становника је 1.582, што је 806 (103,9%) становника више него 2000. године.
| Група             | 2000.       | 2010.         |
| Белци             | 757 (97,6%) | 1.480 (93,6%) |
| Афроамериканци    | 1 (0,1%)    | 21 (1,3%)     |
| Азијати           | 1 (0,1%)    | 20 (1,3%)     |
| Хиспаноамериканци | 4 (0,5%)    | 32 (2,0%)     |
| Укупно            | 776         | 1.582         |